# Внутренний рынок
Внутренний рынок — это рынок продуктов и ресурсов, ограниченный определенной территорией (например город, регион, страна, группа стран), где участники рынка (резиденты) осуществляют свою экономическую деятельность между собой в пределах этой территории; чаще всего, понимается как внутренний рынок страны. Также, иногда используется как синоним национального рынка.

## История
Возникновение простейшей формы внутреннего рынка относится к самой ранней стадии развития товарного хозяйства, основанной на разделении труда, где все, что предназначено для продажи сбывается производителем покупателю из рук в руки, то есть производитель товара одновременно был его продавцом, а покупатель — конечным потребителем, сразу забирал и оплачивал товар. С появлением денег между продавцом и покупателем появляется посредник — купец, оказывающий услуги по продаже товара.
Развитие производства и товарно-денежных отношений стимулировали расширение внутренних рынков и способствовали формированию национальных рынков. Это сопровождалось процессами специализации внутренних рынков в рамках которых розничные рынки отделились от оптовых, товарные рынки от рынков факторов производства. Коренное отличие национального рынка от внутреннего — наличие на нем сегмента, ориентированного на зарубежных покупателей то есть наличие внешнего рынка.

## Структура внутренних рынков

### Рынок ценных бумаг
Рынок ценных бумаг — составная часть финансового рынка, на котором оборачиваются ценные бумаги.

### Валютный рынок
Валютный рынок — это система устойчивых экономических и организационных отношений, возникающих при осуществлении операций по покупке и/или продаже иностранной валюты, платежных документов в иностранных валютах, а также операций по движению капитала иностранных инвесторов.

### Рынок труда
Рынок труда — экономическая среда, на которой в результате конкуренции между экономическими агентами через механизм спроса и предложения устанавливается определенный объем занятости и уровень оплаты труда.

### Кредитный рынок
Кредитный рынок — часть финансового рынка, в рамках которого осуществляется движение ссудных денежных средств: предоставление займов на условиях срочности, возвратности и платности.

### Рынок инвестиций
Инвестиционный рынок — рынок, на котором объектами покупки-продажи выступают разнообразные инвестиционные товары и инструменты, а также инвестиционные услуги, обеспечивающие процесс реального и финансового инвестирования. Часто термином «инвестиционный рынок» определяется несколько более узкое понятие — рынок капиталов, представляющий собой сектор финансового рынка, где осуществляется движение, купля-продажа ссудного и акционерного капиталов для привлечения и размещения свободных финансовых ресурсов в целях финансирования деятельности хозяйствующих субъектов.

### Рынок недвижимости
Рынок недвижимости — совокупность отношений, которые создаются вокруг операций с объектами недвижимости.

### Рынок услуг и товаров
Рынок услуг — сфера обращения или совокупность актов купли-продажи различных видов деятельности, удовлетворяющие потребности отдельного человека, группы людей, организаций. Выделяют рынки услуг производственного характера и услуг, оказываемых населению. Услуги могут быть материальные и нематериальные.